# ميساكي سيكيياما
ميساكي سيكيياما (باليابانية: 関山美沙紀) مواليد 22 فبراير 1981 في هيوغو، اليابان، هي مؤدية أصوات يابانية بدأت نشاطها عام 2005 م.

## أعمال

### أنمي
- إيميلي أوف نيو مون
- جينتاما
- ناروتو

## وصلات خارجية
- ميساكي سيكيياما على موقع IMDb (الإنجليزية)
- ميساكي سيكيياما على موقع قاعدة بيانات الفيلم (الإنجليزية)
- ميساكي سيكيياما على موقع ANN person (الإنجليزية)